# Щербо, Алла Борисовна
Алла Борисовна Щербо (укр. Алла Борисівна Щербо; 1928—2016) — советский и украинский учёный, доктор педагогических наук (1984), профессор (1987).
Известный специалист в области проблем эстетического воспитания детей и молодежи. Автор более 200 научных работ.

## Биография
Родилась 18 апреля 1928 года в Ленинграде в семье военных врачей — её родители вместе прошли Великую Отечественную войну, работая в госпиталях. Отец — Щербо Борис Васильевич, во время войны был начальником эвакопункта, позже — начмедом военного санатория, затем заведующим военной кафедры Винницкого медицинского института имени Пирогова. Мать — Казанская Ираида Григорьевна, работала заведующим лабораторией станции переливания крови. Детство Аллы прошло в условиях многочисленных переездов семьи в соответствии с местами прохождения их службы. Во время войны она была эвакуирована вместе с семьей брата матери в Смоленск, затем в Тамбов.
В марте 1944 года семья переехала в освобождённую от немецких войск оккупантов Винницу, где девочка продолжила учёбу в городской женской школе. По её окончании поступила на психологическое отделение философского факультета Ленинградского университета им. А. А. Жданова (ныне Санкт-Петербургский государственный университет). В числе её учителей были профессора Б. Г. Ананьев, А. А. Люблинская, В. Н. Мясищев, доценты А. Г. Ковалёв, Т. Ю. Конникова и другие представители ленинградской школы психологов. В студенческие годы началась дружба Аллы Борисовны с А. А. Бодалевым, в то время аспирантом, позже — академиком Российской академии образования.
Окончив в 1950 году университет, Алла Борисовна была оставлена в нём же для обучения в аспирантуре, совмещая исследовательскую работу с практической в ленинградской общеобразовательной школе № 379, где она преподавала психологию и логику. В 1954 году защитила кандидатскую диссертацию на тему «К вопросу об особенностях образования динамического стереотипа у детей (в связи с различными типами нервной системы)». Затем по направлению три года работала во Фрунзенском женском пединституте. В 1957 году вернулась к родителям в Винницу и начала многолетнюю трудовую деятельность в Винницком государственном педагогическом институте им. Н. Островского (ныне Винницкий государственный педагогический университет имени Михаила Коцюбинского). Работала на кафедре педагогики и психологии, преподавала педагогику, психологию, историю педагогики, психологии спорта. Позже прошла специализированные курсы при Киевском государственном университете им. Т. Г. Шевченко и начала преподавания этики и эстетики. В этот период времени познакомилась с Джолой Дмитрием Николаевичем (выпускником философского факультета Киевского государственного университета), с которым создала семью и научно-творческий тандем. У них родилась дочь Татьяна, которая позже закончила психологический факультет Московский государственный университет и также выбрала профессию психолога (Карягина Т. Д.).
В Винницком педагогическом университете Алла Борисовна Щербо в течение десяти лет руководила факультетом учителей 1-4 классов. Стала инициатором креативных форм внеаудиторной эстетико-воспитательной работы со студентами, внедряла театрализованные формы студенческой творческой деятельности. В 1968—1972 годах она стояла у истоков создания в университете музыкально-педагогического факультета. В 1984 году защитила докторскую диссертацию «Формирование у младших школьников способностей к художественно-эстетической деятельности». В 1987 году получила ученое звание профессора кафедры этики, эстетики и научного атеизма. С 1993 по 1998 год была членом специализированного совета по защите диссертаций при Национальной академии Государственной пограничной службы Украины, за что была удостоена специального нагрудного знака.
Умерла 22 января 2016 года в Виннице, где и была похоронена.

## Награды
- Медали, в числе которых «За доблестный труд» (1970).
- Почетные грамоты Министерства образования УССР (1967), Министерства образования СССР и Академии педагогических наук СССР (1982).
- Нагрудные знаки «Отличник народного образования УССР» (1982) и «Отличный пограничник» 1-й степени (1996).